# Dioressence
Dioressence (parola composta da "Dior" ed "essence") è un profumo femminile della casa di moda Christian Dior, lanciato sul mercato nel 1969, ed ancora oggi in produzione.
Dioressence è stato descritto come "esotico e sensuale", "voluttuoso e inebriante" e "trasudante femminilità". La campagna promozionale del profumo invece lo lanciò come "Esuberante, fumante, disinibita". Creato da Guy Robert e Max Gavarry della International Flavors and Fragrances, si tratta di un profumo di tipo classico, della famiglia cipriata-floreale con note di testa da base di frutta, note di cuore floreali e note di fondo a base di patchouli, vetiver e muschio. È classificato come F5f. La bottiglie di Dioressence è disegnata dall'Equipe Parfums Christian Dior.
In anni più recenti, Dioressence, insieme ad altri profumi "classici" di Dior (Miss Dior, Diorella e Diorissimo) è stato messo nuovamente in commercio da Saks Fifth Avenue come parte di una collazione di profumi in edizione speciale chiamata La Collection Particuliere.